# Walter Browne
Walter Shawn Browne (ur. 10 stycznia 1949 w Sydney, zm. 24 czerwca 2015 w Nevadzie) – amerykański szachista, arcymistrz od 1970 roku.

## Kariera szachowa
Jego matka była Australijką, natomiast ojciec - Amerykaninem. Na arenie międzynarodowej barw Australii bronił do roku 1973, m.in. dwukrotnie (na I szachownicy) reprezentując ten kraj na szachowych olimpiadach w latach 1970 i 1972 (w roku 1972 zdobył brązowy medal za indywidualny wynik 17½ pkt z 22 partii).
Do połowy lat 80. należał do ścisłej czołówki amerykańskich szachistów, sześciokrotnie (1974, 1975, 1977, 1980, 1981, 1983) zdobywając tytuł mistrza Stanów Zjednoczonych. W latach 1974–1984 czterokrotnie wystąpił w turniejach olimpijskich, za każdym razem zdobywając wraz z narodową drużyną brązowe medale. Trzykrotnie startował w turniejach międzystrefowych (eliminacji mistrzostw świata), najlepszy wynik uzyskując w roku 1985 w Taxco de Alarcón, gdzie zajął IX miejsce.
Wielokrotnie zwyciężył bądź podzielił I miejsca w turniejach międzynarodowych, głównie rozgrywanych systemem szwajcarskim, m.in. 3 razy United States Open, 7 razy American Open oraz 11 razy National Open Championship. Oprócz tego triumfował w Lone Pine (1974), Reykjavíku (1978), Wijk aan Zee (1980), Surakarcie (1982) Nowym Jorku (1983), Gjøvik (1983) oraz Næstved (1985). Jednym z jego ostatnich sukcesów było zdobycie w 2005 tytułu mistrza Stanów Zjednoczonych "weteranów".
Najwyższy ranking w karierze osiągnął 1 lipca 1982, z wynikiem 2590 punktów zajmował wówczas 19. miejsce na światowej liście FIDE, jednocześnie zajmując 2. miejsce (za Yasserem Seirawanem) wśród amerykańskich szachistów.
W roku 1988 był jednym z założycieli Światowego Stowarzyszenia Szachów Błyskawicznych (ang. World Blitz Chess Association).